# الحشابرة (الحديدة)

تعديل مصدري - تعديل

الحشابره هي إحدى قرى مديرية بيت الفقيه، التابعة لمحافظة الحديدة اليمنية، بلغ تعداد سكانها 1490 نسمة حسب الإحصاء الذي جرى عام 2004.